# ヴィオラソナタ (メンデルスゾーン)
ヴィオラソナタ ハ短調 MWV Q 14 は、フェリックス・メンデルスゾーンが1824年に作曲したヴィオラソナタ。

## 概要
本作はメンデルスゾーンが15歳の時の作品であり、自筆のスコアには「1824年2月14日」と日付が書きこまれている。この時メンデルスゾーンは既に12曲の『弦楽のための交響曲』、2台のピアノのための協奏曲2曲（ホ長調 MWV O 5、変イ長調 MWV O 6）などの本格的な作品を書きあげており、同年には『交響曲第1番 ハ短調』（作品11）を完成させている。
しかし、本作はメンデルスゾーンの生前には出版されず、作品番号も付けられていない。出版はメンデルスゾーンの死後100年以上が経った1966年になってからである。現在はInternational Music Company、ブライトコプフ・ウント・ヘルテルから出版されている。
その当時、「ヴィオラソナタ」というのは室内楽ではマイナーなジャンルであり、古典派からはロマン派のヴィオラソナタはアンリ・ヴュータンなどを除いてほとんど確認されておらず、作品数が限られている。それに加えて本作は、20世紀になってようやく出版されたこともあり、ヴィオラ奏者の間では貴重なレパートリーとなりつつあるものの、現在でも一般の知名度は低い。
メンデルスゾーン自身もまた優れたヴァイオリン奏者、ヴィオラ奏者であり、初期には自身の作品である『弦楽八重奏曲 変ホ長調』（作品20）でヴィオラを演奏していた。したがって、ヴィオラのための作品を書く難しさというのは十分承知しており、本作ではヴィオラを前面に聴かせるために、ピアノパートは軽めで透明感のある仕上がりになっている。

## 曲の構成
全3楽章、演奏時間は約25分。全ての楽章がハ短調で書かれている。
- 第1楽章 アダージョ – アレグロ
4分の4拍子、序奏が付いたソナタ形式。
ピアノで提示された主題がやり取りされる序奏を経て、ヴィオラが力強く駆け上がる第1主題、ピアノにより提示される第2主題が展開されるが展開は軽めである。
- 第2楽章 メヌエット：アレグロ・モルト - ピウ・レント
4分の3拍子、複合三部形式。
主部の主題は後に交響曲第1番の第3楽章に現れる。トリオはハ長調、4分の4拍子。この楽章も短い。
- 第3楽章 アンダンテ・コン・ヴァリアツィオーニ
4分の2拍子、変奏曲形式。
全曲で最も長く、11分近くに及ぶ。主題と8つの変奏、アレグロ・モルトのコーダからなる。

## 参考資料
- "Music for viola & piano" （Hyperion, CDA66946）の解説